# 10350 Spallanzani
10350 Spallanzani este un asteroid din centura principală, descoperit pe 26 iulie 1992, de Eric Elst.